# Sigurbjörn Einarsson
Sigurbjörn Einarsson, född 30 juni 1911 i Efri-Steinsmýri, Vestur-Skaftafellssýsla, död 28 augusti 2008 i Reykjavik, var en isländsk präst och teologie doktor. Han var luthersk biskop på Island 1959-1981. Han är far till den förre biskopen Karl Sigurbjörnsson.